# 하빈 이씨
하빈 이씨(河濱 李氏)는 대구광역시 달성군 하빈면을 본관으로 하는 한국의 성씨이다. 시조는 이거(李琚)이다.

## 연원
시조 이거는 고려 명종 때 예부 상서를 지냈다. 명종 4년(1174년)에 조위총(趙位寵)이 일으킨 조위총의 난에서 세운 공으로 하빈군(河濱君)에 봉해짐으로써 그의 후손들이 하빈(河濱)을 본관으로 하였다고 한다. 공을 세우고 하빈군(경북 달성)에 봉해졌다.
전주 이씨 평장사공파 16세손 이거
평장사공의 휘는 거(琚), 자는 만상(晩祥), 호는 정암(靖菴)이며 시호는 문성(文成)이다. 시조 사공공(司空公)의 16세손으로 1174년(고려 명종 4)에 15세손 대장군 용부(勇夫)의 차남으로 전주 자만동에서 태어났다.
▲1194년(고려 명종 24)에 문과에 급제하여 영가군사(永嘉郡事)에 제수되었다. ▲1198년(고려 신종 1) 대사마대장군(大司馬大將軍)이 되고 ▲1200년 문하시중 평장사 (門下侍中 平章事)를 거쳐 ▲고려 희종 때 재상으로서 왕의 스승을 겸했다. ▲고려 강종 때 재상으로 세자의 사부(師傅)를 겸했고, ▲1214년(고려 고종 1) 재상으로 왕의 스승을 겸했다. ▲1216년 좌리공신(佐理功臣)으로 사열부원군(沙熱府院君)에 봉해지고, 금자광록대부(金紫光祿大夫)에 올랐다.
▲평장사공은 4대의 임금을 섬기면서 정무를 다스릴 때 항시 충성을 다하니 고종이 칭찬하였다. ▲4대에 걸친 재상과 2대 왕의 스승을 겸했으며, ▲1등 공신에 녹훈되고 도덕과 문장을 겸하여 군자의 기상이 뛰어났다.
1243년 70세가 넘어 퇴관했는데 궤장을 하사받고 73세에 별세하였다. 고종이 부음을 듣고 조회를 철회하고, 부조를 후히 내렸으며 시호를 `문성(文成)'이라 내렸다. 그 후 후손이 현달하여 5대에 이르도록 상신(相臣)으로 이어 왔으며, 묘정(廟庭)에 배향된 분이 여섯이요, 조정안에 문무제관이 절반을 차지하여 크게 영화를 누렸다. 배위는 고려 의종때 시중(侍中)을 지낸 남평 문씨 극겸(克謙)이 딸이다.
유적으로 신도비와 경모재(敬慕齋)가 있으며, 묘소는 황해도 평산에 있었으나 실전되었으므로 후손의 세거지인 전북 진안군 성수면 좌포리에 단(壇)을 설치하고 시제(時祭)를 지내고 있다.
파보(波譜)가 널리 보급되지 않아 종원(宗員)의 분포와 소재를 파악하기 힘들어 하던 중 일부 종원(宗員)의 노력으로 1955년에 <을미보>를 간행하였고 다시 1977년에 <정사보>를 편집 간행했다.
이를 계기로 하여 1993년에 전주에서 28세 문경공(文敬公) 수주(守宙)의 후손이 중심이 되어 전주종친회(全州宗親會)를 구성하였고, 이어서 다음 해인 1994년에는 완주군 비봉면에 서 29세 참의공 지(芷)의 후손이 중심이 되어 비봉종친회(飛鳳宗親會)를 결성하였다.
평장사공의 단소(壇所)가 마련되어 있는 전북 진안에서는 전 문중(진안, 임실, 고산, 익산)이 모여 대제(大祭)를 모시고, 문경공 수주의 산소가 있는 전주와 참의공 지의 산소가 있는 완주군 비봉에서는 그의 자손인 고산과 익산문중만이 모여 시향(時享)을 지내며 이 외에도 각 문중이 직계선조의 시제(時祭)를 지내고 있다.
※전주리씨 평장사공파 후손은 전주·익산·완주·진안·임실, 서울과 이북 강서 등지에 분포되고 있으며, 전국에 대략 2천500여명이 살고 있는 것으로 추산되고 있다.